# コハラ

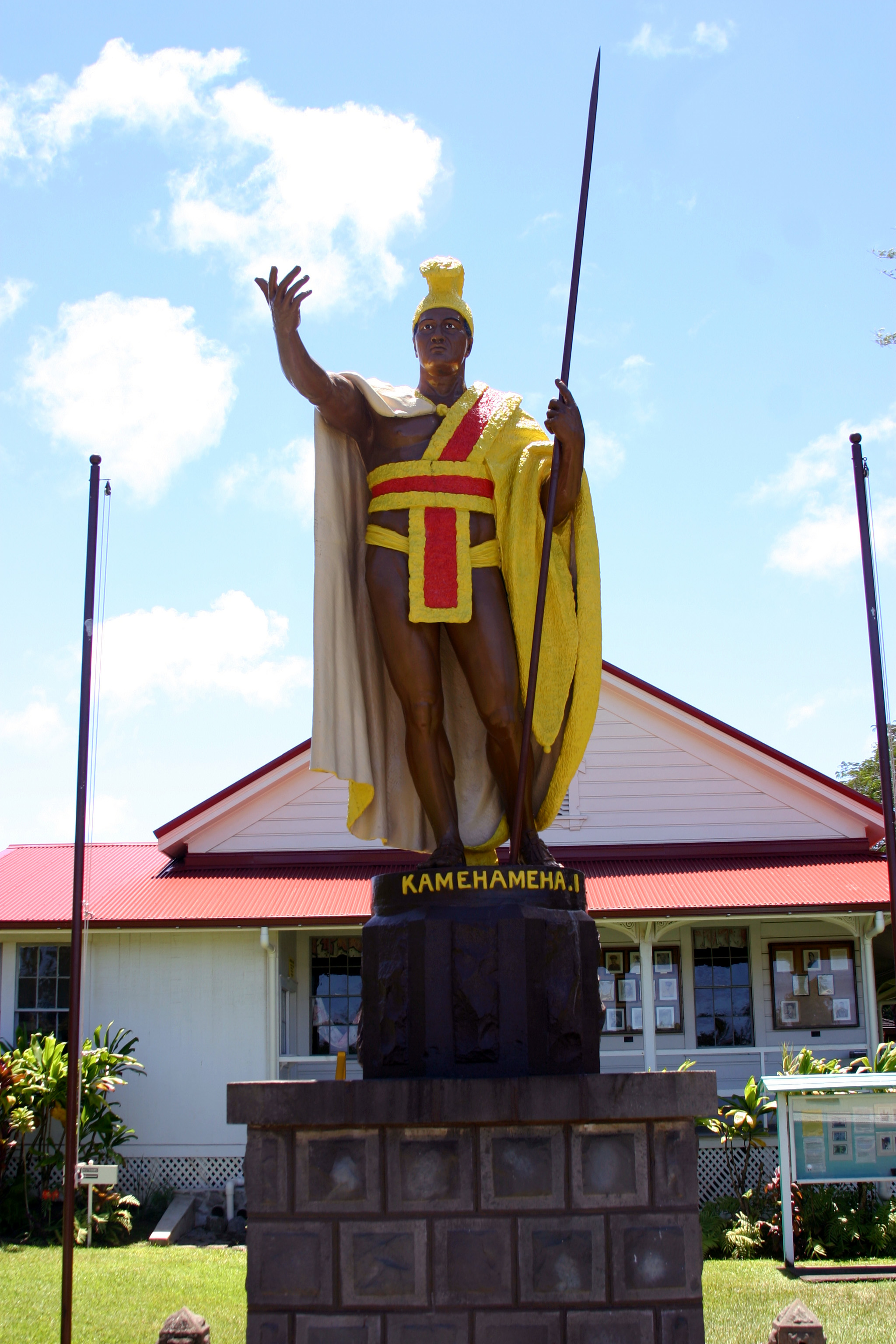
カパアウのカメハメハ大王像

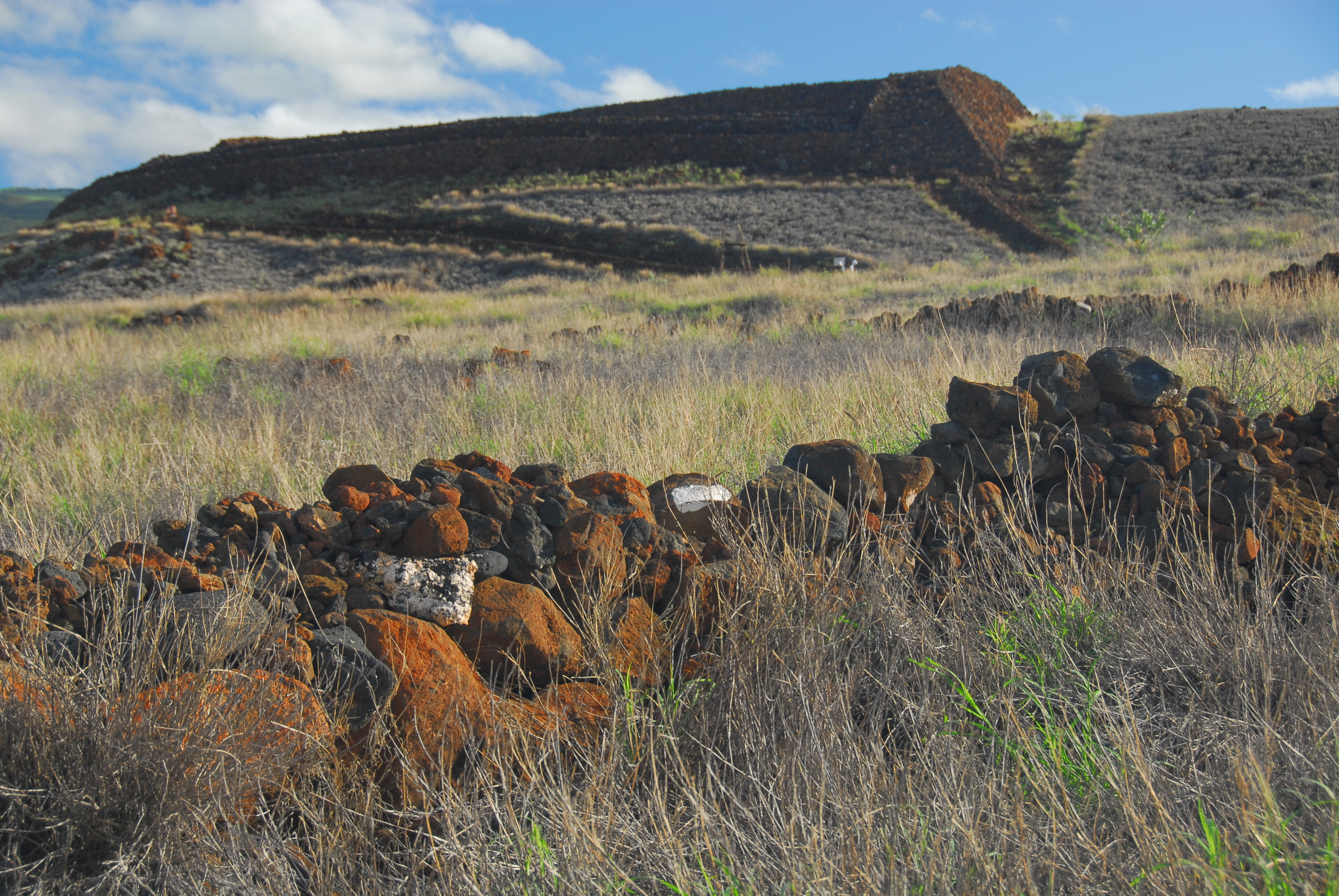
プウコホラ・ヘイアウ

コハラ（Kohala）は、アメリカ合衆国ハワイ州のハワイ島北西に広がる地区（District）。ノース・コハラとサウス・コハラに区分される。地質学的にハワイ島でもっとも古い地域であり、先史時代のヘイアウやペトログリフが数多く残されている。また、ハワイ王国の初代国王カメハメハ1世の生誕地でもあることから、地元住民からは神聖な地とされている。

## ノース・コハラ

北コハラ地区はハワイ島の最北西に位置する

ノース・コハラはコハラ山脈北部に位置する地区で、砂漠と渓谷が広がる未開発の土地がほとんどを占める。モオキニ・ヘイアウやラパカヒ州立歴史公園などで、ハワイの先史時代の遺構を見ることができる。

### ハヴィ
ハヴィ（Hawi）は、かつてはサトウキビ・プランテーションの労働者が居住していたシュガータウンのひとつであったが、コハラ・シュガー・カンパニーが1975年に製糖工場の操業をやめて以降は人口が減り続け、現在は1000人弱の住民が居住している。街の近郊にウポル空港、ハヴィ風力発電所がある。

### カパアウ
カパアウ（Kapaau）は人口1160人が居住するノース・コハラ最大の町であり、ノース・コハラ市民センターの前に立つカメハメハ大王像で知られる。1883年にホノルルの市街地に設置されたものと同じもので、1880年、アメリカ人彫刻家トーマス・グルードによって作られたものである。ホノルルのカメハメハ大王像は本像が輸送中にフォークランド沖で沈没したために再度オリジナルの型から複製されたものであり、カパアウの像は海底から引揚げられた後にカメハメハ1世が幼年期を過ごした地であるカパアウに設置された。その他、カメハメハ1世が力を誇示するためにビーチから運んだと言われるカメハメハ大王の石などがある。この地区の高校、コハラ高校（Kohala High School）もここにある。

### マカパラ
マカパラ（Makapala）はポロル渓谷の近くにあるちいさな町で、約200人が居住している。かつてハワイへやってきた日本人移民たちの古い日本人墓地や、ケオケア・ビーチパークと呼ばれる小さなビーチパークなどがある。

### ワイメア
ワイメア（Waimea）は東のヒロから北周りで西のカイルア・コナへ行く主要道路ハワイ州道19号線上にあり、北のハヴィ・カパアウへ行くハワイ州道250号線の出発点にもなっていて、交通が比較的便利な所にある。マウナケア山とマウナロア山に挟まれた街で、風が強い。パーカー牧場などがあり、牧畜や農業も盛んで、比較的裕福な人たちが住み、カヒル・シアター（Kahilu Theatre）での劇、映画、音楽会、ミュージカルなどをサポートしている。

## サウス・コハラ

南コハラ地区は南に北コナ地区、西にハマクア地区と接している

サウス・コハラはカウナオア湾に面した地区で、ハワイ島のゴールド・コーストとして知られる。この由来に関してはキイロハギが数多く生息しているためとする説や、ハプナ・ビーチに面した高級リゾートからきたとする説など、いくつかの説がある。複数のゴルフコースやビーチパークの他にプウコホラ・ヘイアウやプアコ・ペトログリフ自然保護地域、ワイコロア・ペトログリフ自然保護地域などの史跡が残されている。サウス・コハラを南北に貫くクイーン・カアフマヌ・ハイウェイに沿った地域開発が行われている。

### ワイコロア・ビレッジ
ワイコロア・ヴィレッジ（Waikoloa Village）は人口約4800人が居住するサウス・コハラ最大の町。同じアフプアアに属する下記のワイコロア・ビーチから少し離れたところにある。

### ワイコロア・ビーチ
ワイコロア・ビーチは特に観光産業に特化した構造になっている沿岸部を指し、ワイコロア・リゾートエリアとも呼ばれる。1988年に360,000,000ドルをかけて建てられたホテル（現在はヒルトン・ワイコロア・ビレッジ）は当時、世界最大の工費がかけられたと言われたほどの豪奢なホテルである。また、沿岸部から少し奥まったところにある溶岩原には16世紀に彫られたとされる人間や鳥、カヌー、英語に影響を受けた文字などのペトログリフが今も残されており、ワイコロア・ペトログリフ自然保護地域として保護が行われている。

### プアコ
プアコ（Puako）は人口約450人の観光ルートから外れた小さな集落であるが、集落の少し北にマウナケア・ビーチ・ホテル（Mauna Kea Beach Hotel、プリンスホテル）、ウェスティン・ハプナビーチ・リゾート（プリンスホテル所有） 、ハプナビーチにはフェアモント・オーキッド・ホテルがあり、集落の南にはマウナ・ラニ・ベイ・ホテル（Mauna Lani Bay Hotel & Bungalows、2017年まで東急ホテルズ）がある。溶岩とサンゴの塊からなるパホエホエ海岸に面しており、巨大なタイドプールでは多数の生態系を容易に観察することができる。また、ハワイ島でもっとも多くのペトログリフが残されているプアコ・ペトログリフ自然保護地域では3000以上のペトログリフを観察することができる。

### カワイハエ
カワイハエ（Kawaihae）は、ノース・コハラとの境界近くにある遠洋商業港町である。近くのプウコホラ（クジラの丘）と呼ばれる場所に、カメハメハ大王が1791年に戦神クカイリモクを祀って建てた「プウコホラ・ヘイアウ」という国立史跡がある。タブーの廃止を掲げたカアフマヌによって1819年に取り壊され、現在は石の基盤のみが残されている。